# Trnová koruna

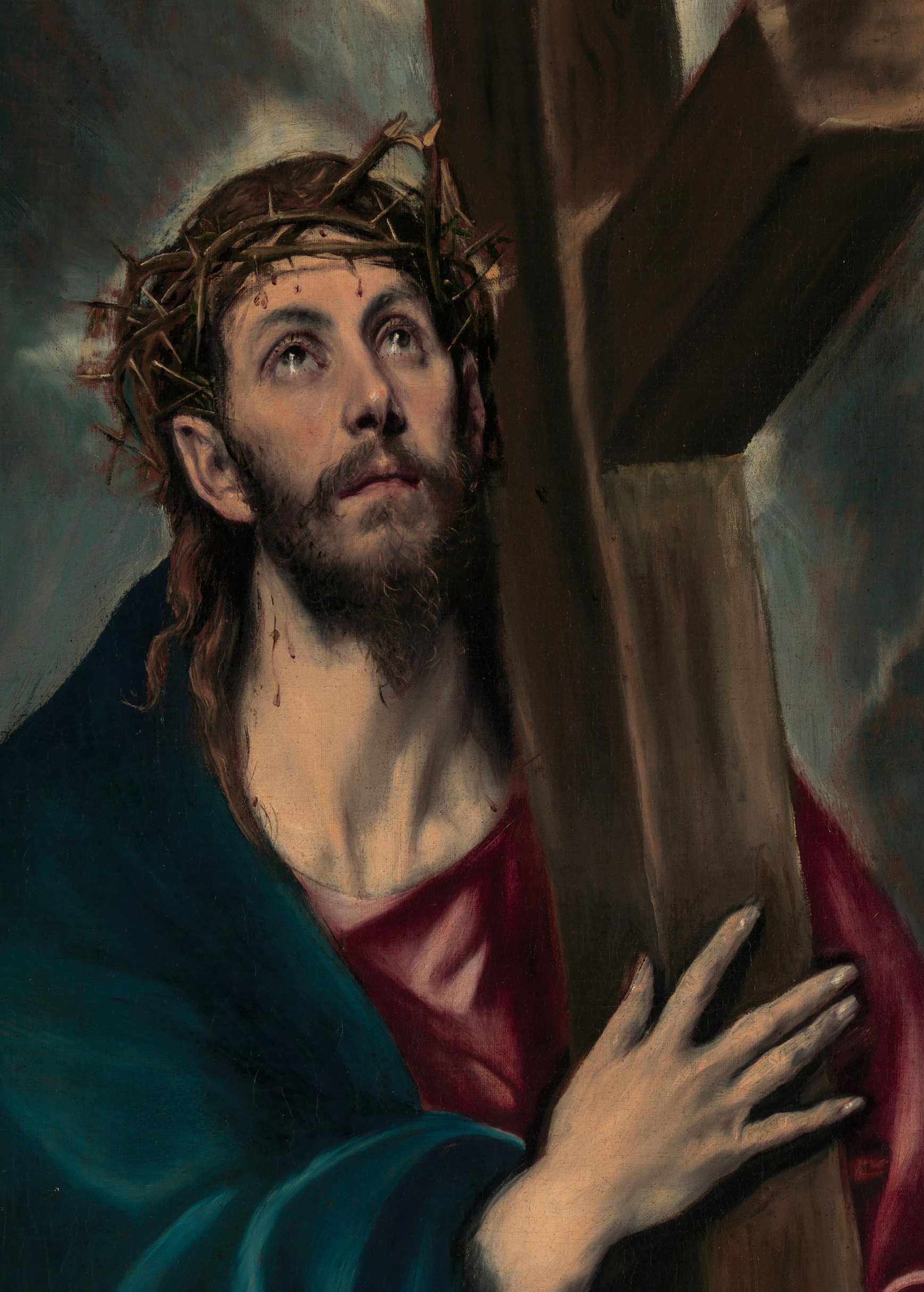
Ježíš Kristus s trnovou korunou na hlavě (El Greco)

Trnová koruna je věnec z trní, který Ježíši Kristu vsadili římští vojáci na hlavu před jeho ukřižováním. V křesťanství se jedná o jeden z nástrojů Ježíšova umučení vztahujícím se k pašijím, biblickým utrpením Ježíše Krista, předcházejícím samotnému ukřižování.
Trnová koruna, spolu s rákosem („žezlem“) a purpurovým pláštěm, sloužila jako bolestná parodie na jeho titul židovského krále (obvinění, pro které byl oficiálně Pilátem odsouzen). Mluví se o něm v evangeliích a často jej zmiňují také další rané křesťanské texty jako Kléméns Alexandrijský nebo Órigenés.
Francouzskému králi Ludvíku IX. (sv. Ludvík) se údajně podařilo tuto relikvii získat a pro její uschování byla vystavěna v Paříži kaple Sainte-Chapelle. Jeden trn je podle nápisu na vrcholovém zlatém kříži „HIC EST SPINA DE CORONA DOMINI“ (zde je trn z koruny Páně) vložen do Svatováclavské koruny.
Další dva trny jsou umístěny v Korunovačním kříži (Zlatém ostatkovém kříži).
| „                | Podobně jako si náš Pán Ježíš Kristus vyvolil zemi zaslíbenou, aby v ní ukázal tajemství svého vykoupení, tak se zdá a věříme, že ke zbožnějšímu uctívání svého vítězství nad temnotou a smrtí si vyvolil obzvláště naši Francii, aby se od Východu na Západ uctívalo jméno Páně skrze přesun nástrojů jeho přesvatého utrpení, kterýžto přesun učinil náš Pán a vykupitel z řeckých končin, o nichž se říká, že ze všech končin východních jsou nejblíže Francii, která se dotýká hranic Západu. | “ |
| — Gautier Cornut | |   |

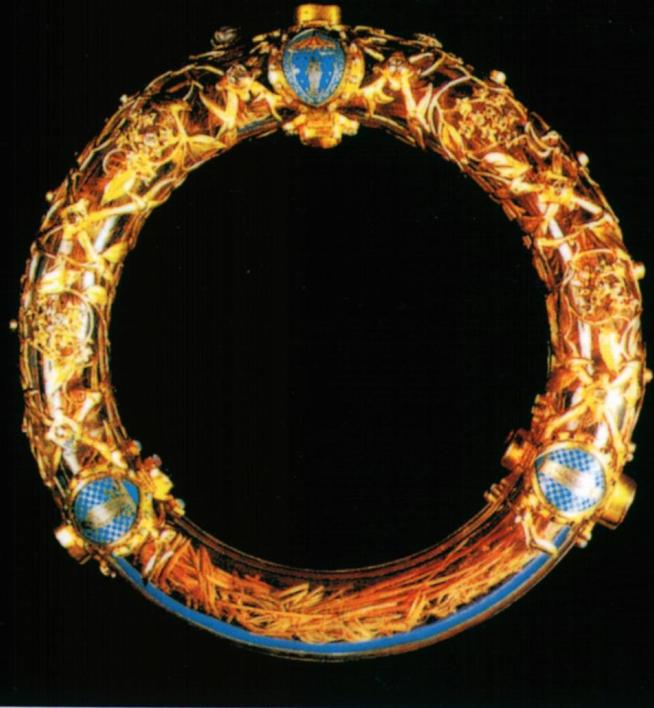
Údajná relikvie trnové koruny, kterou obdržel francouzský král Ludvík IX. od císaře Balduina II. Byla uchovávána v Notre-Dame de Paris až do dubna 2019, kdy byla převezena do Louvru.

Trnová koruna mohla být zhotovena z keřů trnovec Kristův (Paliurus spina-christi) či cicimek trn Kristův (Ziziphus spina-christi). Díky podobnosti s trnovou korunou se přezdívá madagaskarskému pryšci zářivému (Euphorbia milii) „Kristova koruna“.
Původ rostliny použité římskými vojáky pro spletení trnové koruny je vždy odhadován, seriózní výklad jejího určení ale v bádání historiků neschází. V roce 1957 jej určil s přesvědčivou jistotou např. americký spisovatel, novinář  a historik James Alonzo Bishop (1907–1987) ve svém knižním bestselleru The Day Christ Died. Popsal ji jako trnový klobouk a důmyslnou práci, načež uvedl, že místo pouhé koruny měl tvar čepice po způsobu římských výrobků, které byly z plsti a přiléhaly těsně na hlavu. Trní se nacházelo ve vědrech stojících kolem dvora a suché se používalo na podpal. Doslova napsal v poznámce, že jde o rostlinu Paliurus aculeatus, jinak také Paliurus spina christi. 
V originální německé verzi Auf den Spuren Jesu Bishopův názor revidoval německý římskokatolický kněz Gerhard Kroll (1914–1997), jenž doposud obecně přijímané stanovisko, že trnová koruna je s odkazem na  švédského přírodovědce Carla von Linného (1707–1778) považována za lotusový strom s velkými trny Zizyphus Spina Christi – Kristův trnitý strom neboli cicimek huňatočervený, (taktéž cicimek trn Kristův, známý jako jujuba Kristova), na jaře rostoucí především v údolí Jordánu a v okolí Genezaretského jezera, mající drobné, ale husté žlutobílé kvítky,  definitivně a doposud zatím platně, změnil. Oporou změny názoru je kromě jiného vysvětlení, že strom se v blízkosti Jeruzaléma vyskytuje jen zřídka. Švédský přírodovědec popisující palestinskou květenu, neřešil souvislosti Kristova ponížení, a zabýval se přírodou a jejím popisem, čímž se stalo, že vývod z jeho díla naznal závažných vad v pochopení teologů. Tuto dedukovanou tezi zdůvěryhodňuje výkladem, že vojáci se příliš nenamáhali shánět trní pro uspořádání své královské ceremonie, a z tohoto hlediska to patrně byly jiné trnité větve, než Zizyphus Spina Christi. Určuje, že trnová koruna vzešla z rostliny používané na podpal (podobně se vyjádřil o jejím účelu – avšak jinak ji latinsky klasifikoval – i Bishop, viz výše). Kněz odhaduje, že šlo o Poterium spinosum, což je krkavec trnitý. (Užívá se i astivida trnitá, krkavec tmavý nebo trnatý).  Zdůvodňuje, že tato dřevina roste v malých keřích na svazích hor, a ve vsích ležívá (bez rozlišení doby naší a Ježíšovy) na dvorcích i střechách, narovnána do otýpek. Vojáci, jak dále dovozuje, hledali trní v kotelně svých kasáren, a tam ho také našli.
Výklad historika a kněze zůstává názorem, nicméně vahou informující úvahy zpochybňujícím ten dosavad platný. Jeho kniha získala i po překladu do češtiny schválení církve, v České republice Arcibiskupství pražského, pod č.j. 1962/95 ze dne 13. června 1995. 

## Historie
Nejstarší zpráva o trnové koruně se váže k roku 409, kdy jí ve svém dopise zmiňuje sv. Paulinus z Noly. Koruna byla uložena v bazilice na hoře Sion v Jeruzalémě, kam jí chodilo navštěvovat mnoho poutníků. V některých případech byla část trnů odlomena a darována významným osobnostem jako byl Karel Veliký. Kolem roku 1063 byla koruna převezena z Jeruzaléma do Konstantinopole, kde již byly další vzácné relikvie Kristova umučení: svatý Kříž, Stephatonova houba, Longinovo kopí, rákos a purpurový Kristův plášť.
Všechny vzácné náboženské relikvie byly uloženy v malé palácové kapli Theotokos Faros (Bohorodička majáku; řecky Θεοτόκος τοῦ Φάρου, Theotokos tou Pharou), která byla tak nádherná, že ji francouzský šlechtic Robet z Clari nazval Svatou kaplí – Sainte Chapelle.

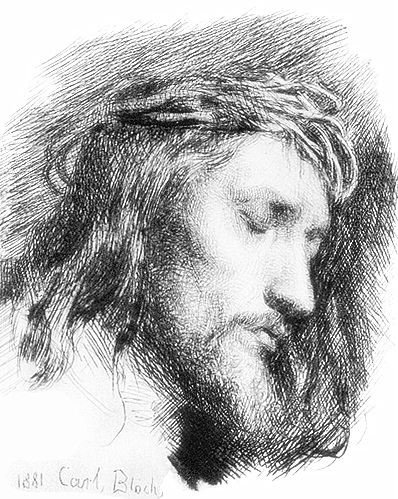
Trnová koruna, Carl Bloch

Soupis všech pokladů uložených v kapli Theotokos Faros pořídil kolem roku 1200 Nikolaos Mesarites. Při popisu trnové koruny o ní uvedl, že byla dosud „čerstvá, zelená a zcela nepoškozená“ a Robert z Clari si ve svých pamětech poznamenal, že trnová koruna byla zhotovena z mořského rákosu a její trny dokázaly zranit „jako hrot železného šídla“. 
Pro západní dobyvatele se trnová koruna stala hlavním atributem Krista jako Krále králů a pro nové západní vládce Byzance představovala významný symbol jejich moci.
K prodeji trnové koruny se rozhodl až poslední zchudlý latinský vládce Balduin II. z Courtenay a koruna byla zastavena za finanční hotovost u Benátčanů, kteří si ji odvezli roku 1238 a umístili v chrámu San Marco. Balduin II. nabídl francouzskému králi Ludvíku IX., svému příbuznému, vzácnou relikvii „darem“ za patřičný finanční obnos. Po zaplacení dluhu Benátčanům si ji Francouzi mohli vyzvednout a přivézt do Francie roku 1239, kde ji předali Ludvíku IX. Ve stříbrné skříňce ve zlatém pouzdře ležel „věnec ze zelených větviček posetých mnoha trny“ a všichni přítomní členové královské rodiny, šlechtici a duchovní hodnostáři vydechli úžasem – „měli prý pocit, jako by se před nimi zjevil bolestný a trpící Ježíš Kristus.“ Koruna pak putovala částí Francie až do Paříže. Král Ludvík IX. dosáhl velkého úspěchu v očích křesťanské veřejnosti – Francie byla vyvolena, aby uchovávala tuto vzácnou památku Kristova ponížení a současně vítězství.
V roce 1241 byly do Francie přivezeny další zastavené relikvie, které král Ludvík IX. vykoupil: velký fragment Kristova kříže, krev ze zázračné ikony, kámen z Kristova hrobu, mléko Panny Marie, část hlavy Jana Křtitele, hlava sv. Blažeje, sv. Klementa a sv. Simeona, krev Krista a menší fragment svatého kříže. V létě 1242 přibyl do Paříže poslední soupis ostatků z císařských sbírek: část Longinova kopí, Kristův purpurový plášť, rákos, Stephatonova houba, Mojžíšova hůl a Vítězný kříž Konstantina Velikého.
Podle cisterciácké kroniky, kterou vedl mnich Albéric, stálo Ludvíka IX. vykoupení trnové koruny obrovskou sumu 12 000 liber. Královým nařízením byl pak 11. srpen označen za den oslavy svátku translace Kristovy koruny a k tomu, aby ji mohl důstojně uložit, kázal postavit v srdci Paříže novou Sainte-Chapelle jako obrovský relikviář, napodobiv tak byzantského císaře. Nádherou této pařížské kaple se zase inspiroval císař Karel IV. a z toho popudu nechal na hradě Karlštejně vybudovat kapli svatého Kříže.

## Umístění relikvie
- 1248–1789 Sainte-Chapelle

- 1789–1801 Francouzská národní knihovna (za Francouzské revoluce a poté)

- 1801–2019 katedrála Notre-Dame: v roce 1801 ji Konkordát věnoval katolické církvi, která ji umístila v pařížské katedrále Notre-Dame,[8] kde se relikvie nacházela až do požáru katedrály 15. dubna 2019, odkud byla vynesena a uložena v Louvru.[9][10]
- 15. duben 2019 v muzeu Louvre

## Symbol
Trnová koruna se používá jako symbol utrpení a mučednictví. Podle zažité tradice trnovou korunu položila Božena Němcová na rakev Karla Havlíčka Borovského při jeho pohřbu. Ve skutečnosti se zřejmě jednalo o vavřínový věnec, který objednal Ferdinand Fingerhut, bratr Vojty Náprstka.